# Hermann Grote
Pour les articles homonymes, voir Grote.
Hermann Grote est un ornithologue allemand, né le 7 juillet 1882 et mort le 12 août 1951 à Berlin.

## Biographie
Grote part dans les colonies allemandes de l’est de l’Afrique comme directeur de plantation de sisal et il commence en 1909 la publication de notes sur les oiseaux de la région. Il est fait prisonnier, durant la Première Guerre mondiale, par les Russes. La connaissance qu’il acquiert ainsi de la langue russe lui permettra de traduire de nombreuses études ornithologiques en allemand.
Grote, après-guerre, continue de s’intéresser à l’avifaune africaine et étudie les collections du musée d'histoire naturelle de Berlin.

## Source
- James P. Chapin (1952). Obituaries. The Auk, 69 : 224-225.